# 足立修一 (弁護士)
足立 修一（あだち しゅういち、1958年8月23日 - ）は、広島弁護士会所属の日本の弁護士（登録番号：22102、司法修習43期）である。1983年京都大学法学部卒。司法修習での同期生に枝野幸男がいる。

## 人物

### 光市母子殺害事件
1999年の光市母子殺害事件で、作業員を装って民家へ侵入し母子を殺害して強姦した被告人（2012年に死刑確定）の弁護を、自身と同じく死刑廃止論者で主任弁護人を務める安田好弘らと担当した。
2000年3月22日の1審判決後、被告人が友人宛てに「かわいい犬がいたら襲うのが当たり前」などと記した手紙が証拠として提出された2002年3月14日の控訴審の無期懲役判決を、2006年5月20日に最高裁判所は「殺害の計画性のなさや、少年だったことを理由とした死刑回避は不当」「その刑の量定は甚だしく不当であり、これを破棄しなければ著しく正義に反するものと認められる」として差し戻した。
差し戻しに伴い開かれた2007年5月24日の広島高裁での初公判に際し、女性の殺害を「母に対する人恋しさに起因する母胎回帰」「殺人ではなく傷害致死」、殺害後の強姦行為を「死後の暴行は、生（せい）をつぎ込んで復活させるための魔術というべき儀式」と論じた。検察側が「美人の主婦を物色した」と主張する、被告が会社の作業服を着てアパートを戸別に回った行為を「会社を欠勤した罪悪感をまぎらわすための仕事のまねごと、つまりママゴト」、殺害した赤ん坊を床に叩き付けたのは「ままごと遊び」などと弁護した。被害者の夫には「怒りを超えて失笑」、「死刑廃止活動に裁判を利用している」などと批判された。元少年が友人に宛てた「少年法では死刑にならない。自分は7年経ったら仮釈放になる」という手紙の証拠からも他の弁護士にも批判され、死刑廃止活動への裁判利用として世論やマスコミでも批判された。
2008年4月22日、広島高裁は「犯行は冷酷残虐で非人間的と言わざるを得ない。殺害の計画性や強姦の強固な意思があったとは言えないが、死刑を回避するに足る特段の事情は認められない」「身勝手かつ、自己中心的で、被害者の人格を無視した卑劣な犯行」「反省も表面的で、遺族を愚弄している」として一審判決を破棄し、死刑判決を下した。足立らは上告し、最高裁に「殺意はなく、傷害致死罪が成立するにすぎない。反省を深めており立ち直りは可能」と陳述書を提出したが、2012年2月20日に棄却され、結局死刑判決が確定した。
なお、2007年5月27日に放送された「たかじんのそこまで言って委員会」で、橋下徹が同事件の弁護士に対し懲戒請求を行う旨の発言を行った。足立ら被告人弁護士らの主張に世間の批判が集まっていたこともあり、同年9月には約8000件近い懲戒請求を受けた。足立は懲戒請求により業務を妨害されたとして、弁護団の今枝仁ら3人と共に橋下に対し損害賠償訴訟を提起した。

### 岩国基地訴訟
山口県岩国市の米軍岩国基地周辺住民らが国を相手取り在日米軍再編に伴う米空母艦載機の岩国基地への移転や米軍機や自衛隊機の夜間・早朝の飛行差し止め、騒音被害に対する損害賠償を求めて提訴した。
原告弁護団の足立は、国側が答弁書で過去分の被害請求に「被害は受忍限度内で棄却を求める」などとしていることに対して、騒音が過小評価されていると批判している。また、原告が「うるささ指数（w値）」75W以上の地域に住んでいるのに「不知」としていることに対し、「住宅防音工事をやっており確認できる。この否認は不誠実さを示している」と批判している。国側は「滑走路を沖合に移設した後、岩国飛行場の騒音は軽減された」と反論している。

### その他
2006年12月には「広島タクシー運転手連続殺人事件の死刑囚（広島拘置所在監）への死刑執行が迫っている」と感じたことから同死刑囚と面会し再審請求しようと試みたが、拘置所側から面会を許可されず、死刑囚は同月25日に死刑を執行された。

拘置所側の対応を不服として2007年8月2日付で慰謝料など約180万円の支払いを求めて広島地方裁判所に国家賠償請求訴訟を提起したが、広島地裁民事第3部（金村敏彦裁判長）・広島高等裁判所（小林正明裁判長）とも原告・足立の敗訴（請求棄却）とする判決を言い渡し、最高裁判所第一小法廷（桜井龍子裁判長）から2011年10月13日付で上告棄却決定を受けたことで敗訴が確定した。

## 不祥事
- 1995年に広島県大竹市でスピード違反で検挙された際、「一種のおとり捜査で、計測結果も正確ではない」「規制速度が実勢とかけ離れており、速度超過は違法ではない」と主張し、反則金の納付を拒否、刑事事件へと発展して道路交通法違反の罪で起訴された。弁護士が被告人となったこの事件は、足立事件として当時マスコミで大きな話題となった。なお、初審・控訴審ともに足立の主張は退けられている[19]。
- 2006年3月14日に予定されていた光市母子殺害事件の最高裁での上告審弁論に、日弁連の行事のため主任弁護士の安田と欠席したため、裁判長が「極めて遺憾」とコメントするなどさらに批判も集まった[19]。被害者の夫は安田と足立両弁護士への懲戒請求を2006年3月に提出し、2007年1月の第2東京弁護士会の綱紀委員会で初めて請求理由の説明を行っている。その後の聴取でも、被害者の夫には「弁論欠席で遺族を苦しめただけでなく、国民の司法に対する信頼を失墜させた」と日弁連の活動を優先し、本当の裁判を欠席するなど背任行為で何よりも遺族を侮辱しているとして強く批判されている[20]。